# Frank Lampard Sr.
Frank Lampard, Sr., född 20 september 1948, är en engelsk före detta professionell fotbollsspelare och tränare som under spelarkarriären spelade två landskamper för det engelska landslaget. Han är far till Frank Lampard. Han har vunnit FA Cupen 2 gånger med West Ham United där han spelade totalt 551 ligamatcher.